# Ishin shishi
Les ishin shishi (維新志士), shishi signifiant « hommes de grand dessein », étaient des activistes politiques, durant le bakumatsu, loyaux à l'empereur et opposés au bakufu et qui participèrent à l'avènement de l'ère Meiji.
Les shishi regroupaient un grand nombre de personnalités, clans ou d'organisations disparates dont le point de ralliement était leur devise « Sonnō jōi », « révérer l'Empereur, expulser les barbares ». Ils comprenaient principalement des membres des domaines de Chōshū, Satsuma, Tosa, Hizen et Mito, des clans déjà historiquement hostiles aux Tokugawa. Certains étaient même issus du domaine des Tokugawa de Mito, dont l'école de pensée Mitogaku eut une influence considérable sur la pensée Sonnō jōi. De même, l'enseignement de Yoshida Shōin du clan Chōshū, une philosophie de loyauté à l'empereur, eut un impact significatif sur certains importants samouraïs lors du conflit.
Après les interventions navales britannique, américaine et française lors des rébellions de Chōshū de 1863, il fut évident que le Japon féodal était dans l'incapacité de gagner une guerre éventuelle contre les puissances occidentales. De nombreux partisans du Sonno jōi se concentrèrent alors sur la lutte pour renverser le bakufu.
Leurs actions parfois violentes n'eurent pas toujours de considérations pour les civils, ni même pour l'empereur comme le montre leur tentative d'enlèvement à Kyoto déjoué par le Shinsen gumi lors de l'affaire Ikedaya.
Ils furent responsables de la mort de Ii Naosuke, tairō sous le bakufu, qui négociait favorablement avec les Occidentaux. Le Tengu-tō fut responsable de nombreuses actions terroristes et d'une révolte avant d'être écrasé par les forces officielles. Les membres les plus extrémistes recouraient à des assassinats perpétrés par les renommés et craints quatre hitokiri (« meurtrier ») : Kawakami Gensai, Okada Izō, Kirino Toshiaki et Tanaka Shinbei. Sakuma Shōzan, un érudit pro-Occident, fut notamment assassiné par Kawakami. 
D'autres membres devinrent de hauts responsables d'État sous l'ère Meiji après la défaite et l'abdication du shogunat.

## Personnages importants
- Du domaine de Chōshū :
  - Yoshida Shōin, décapité lors des purges d'Ansei en 1859. Ses élèves :
  - Kido Takayoshi (Katsura Kogorō) ;
  - Shinsaku Takasugi, fondateur de la milice provisoire Kiheitai ;
  - Itō Hirobumi ;
  - Yamagata Aritomo ;
  - Inoue Kaoru.
- Du domaine de Satsuma :
  - Saigō Takamori ;
  - Ōkubo Toshimichi.
- Du domaine de Tosa :
  - Sakamoto Ryōma, médiateur de l'alliance Satchō ;
  - Nakaoka Shintarō.